# Abdul Qadir al-Badri
Abdul Qadir al-Badri (n. 1921- d. 2003) a fost un om politic libian, prim-ministru din perioada regimului monarhic din Libia, în perioada iulie-octombrie 1967.

## Biografie
Alumblytanih s-a născut în regiunea din apropierea orașului BIAR, la aproximativ 62 km est de orașul Benghazi. El a fost singurul dintre părinții săi, în cazul în care tatăl și mama sa a murit cu numele lui. El a trăit ca un cerșetor sărac la momentul respectiv și a fost foarte corect din partea părinților săi, care au chemat mereu în abundența urmașilor săi pentru a compensa unitatea a trăit fără frați. A fost căsătorit cu patru soții și au avut copii și 15 fiice. 18. Aparține tribul „Cartagina“ Mujahid una dintre cele mai mari triburi lin. El a făcut studiile primare în școli religioase și la începutul vieții sale, a apelat la agricultură și comerț. El a fost ales în alegerile pentru Casa Guvernului membrilor Barca în 1950. De asemenea, el a reușit ca un membru al cercului „Abyar“ toate alegerile de la proclamarea independenței.
El a câștigat alegerile în Camera Reprezentanților pentru districtul deoarece Abyear trei sesiuni electorale din decembrie 1952 până în decembrie 1960. În Camera Reprezentanților. El a devenit primul ministru al Agriculturii al Guvernului Abdul Majeed Ka'bar în ultimele sale zile (septembrie-octombrie 1960). Ea are, de asemenea, ministerele economiei și sănătății în guvernul de pescuit Mohamed Osman (octombrie 1960-octombrie 1961), și a industriei în guvernul lui Hussein Maziq (martie-octombrie 1965), și este a devenit prim-ministru al locuințelor și proprietății guvernamentale în același guvern (octombrie 1965 - aprilie 1967).